# Эдгар-Джонс, Дейзи
Дейзи Джессика Эдгар-Джонс (англ. Daisy Jessica Edgar-Jones; род. 24 мая 1998) — английская актриса, получившая известность после главной роли в ирландском мини-сериале «Нормальные люди», принесшей ей номинации на премии BAFTA TV, «Золотой глобус» и «Выбор критиков». Также известна по роли в сериале «Под знаменем небес» и фильме «Там, где раки поют».

## Биография
Дейзи Эдгар-Джонс родилась в Ислингтоне в семье североирландки Венди и шотландца Филипа, который является директором Sky Arts и главой отдела развлечений Sky. Выросла в Мусвелл-Хилл, Лондон, и впервые выступила в школьном спектакле в пятом классе. Посещала The Mount School for Girls и Woodhouse College, после чего была принята в Национальный молодёжный театр. Она училась в Открытом университете.

## Актёрские работы
Кино
| Год  | Название                   | Роль               | Примечания   |
| ---- | -------------------------- | ------------------ | ------------ |
| 2018 | Жизнь в пруду              | Кэсси              |              |
| 2022 | Свежатинка                 | Ноа                | Главная роль |
| 2022 | Там, где раки поют         | Кэтрин «Киа» Кларк | Главная роль |
| 2024 | Смерч 2                    | Кейт Картер        | Главная роль |
| 2024 | На быстрых лошадях         | Мюриэль            | Главная роль |
|      | Чувства и чувствительность | Элинор Дэшвуд      | Главная роль |

Телевидение
| Год       | Название             | Роль             | Примечания          |
| --------- | -------------------- | ---------------- | ------------------- |
| 2016—2020 | Холодные ступни      | Оливия Мардсен   | Второстепенная роль |
| 2016      | В меньшинстве        | Кейт             | Christmas special   |
| 2017      | Безмолвный свидетель | Джессика Томпсон | 2 эпизода           |
| 2019      | Джентльмен Джек      | Делия Роусон     | 2 эпизода           |
| 2019      | Война миров          | Эмили Грэшем     | Главная роль        |
| 2020      | Нормальные люди      | Марианна Шеридан | Главная роль        |
| 2022      | Под знаменем небес   | Бренда Лафферти  | Главная роль        |

Театр
| Год  | Название                     | Роль   | Примечания           |
| ---- | ---------------------------- | ------ | -------------------- |
| 2017 | The Reluctant Fundamentalist | Эйприл | Yard Theatre, Лондон |
| 2020 | Albion                       | Зара   | Алмейда, Лондон      |